# Kannapolis
Kannapolis é uma cidade localizada no estado norte-americano de Carolina do Norte, no Condado de Cabarrus e Condado de Rowan.

## Demografia
Segundo o censo norte-americano de 2000, a sua população era de 36.910 habitantes.
Em 2006, foi estimada uma população de 40.223, um aumento de 3313 (9.0%).

## Geografia
De acordo com o United States Census Bureau tem uma área de
78,7 km², dos quais 77,3 km² cobertos por terra e 1,4 km² cobertos por água. Kannapolis localiza-se a aproximadamente 237 m acima do nível do mar.

## Localidades na vizinhança
O diagrama seguinte representa as localidades num raio de 20 km ao redor de Kannapolis.